# Targum

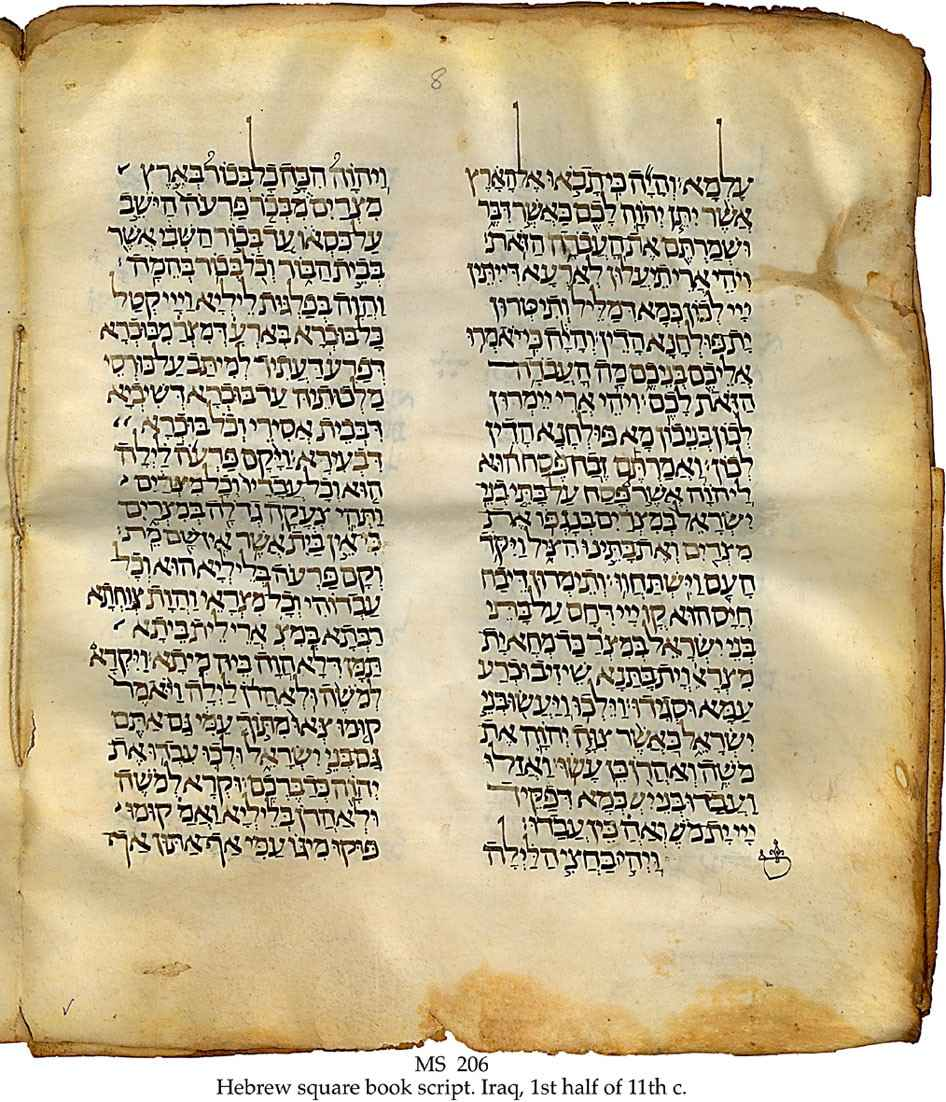
Strona z XI-wiecznego egzemplarza Biblii hebrajskiej z targumem.

Targum, Targumy (aram./hebr. תרגום – „tłumaczenie”; od hetyckiego tarkummaj – „proklamacja”, „wyjaśnienie”, „tłumaczenie”) – to wypowiadane parafrazy, wyjaśnienia i rozwinięcia  żydowskiej Biblii (Tanachu), przekazywane przez rabina we wspólnym języku słuchaczy, którym początkowo był często aramejski. Stało się to konieczne pod koniec I wieku p.n.e, ponieważ wśród Żydów następowała wówczas zmiana używanego w mowie języka i hebrajski był już stosowany głównie do nauczania i kultu . Rzeczownik targum pochodzi od wczesnego czteroliterowego rdzenia semickiego t-r-g-m, zaś akadyjski termin targummanu odnosi się do „tłumacza”.
Targumiczne tłumaczenie Biblii hebrajskiej na aramejski charakteryzowało się dwiema podstawowymi cechami: z jednej strony wysoką dosłownością, a z drugiej uzupełnieniami, wyjaśnieniami, rozwinięciami. Te właśnie tylko pozornie sprzeczne cechy stanowią o specyfice tego typu literatury. Podstawową różnicę względem pozostałej literatury rabinicznej (np. midraszy) stanowi natomiast ciągła forma komentarza, który nie przerywa oryginalnej struktury narracji biblijnej, ale ją rozwija.
Rabiniczne źródła potwierdzają istnienie spisanych targumów na przełomie III i IV w. n.e. (Miszna Yadaim 4:5; bBerakoth 8a; 80ab).
Targumy palestyńskie i babilońskie różniły się między sobą pod względem języka, te powstające w Palestynie były dodatkowo o wiele mniej dosłownymi tłumaczeniami i często przybierały formę parafrazy oryginalnego tekstu.

## Tło historyczne – tradycyjna interpretacja
Do niedawna uważano, że kontekstem powstania targumów była synagoga. Ponieważ po powrocie z niewoli babilońskiej Hebrajczycy powszechnie zaczęli posługiwać się językiem aramejskim, powstała potrzeba tłumaczenia treści Biblii hebrajskiej, zwłaszcza Tory, na ten język oraz objaśniania jej znaczenia. Objaśnienia te zwane targumami początkowo miały formę ustną, pierwotnie zapewne tłumaczono zapewne jedynie co trudniejsze fragmenty, z czasem jednak tłumaczenia obejmowały coraz większe porcje tekstu a ostatecznie zaczęto je spisywać.
Za czytanie i tłumaczenie tekstu świętego były odpowiedzialne dwie grupy osób: lektorzy i tłumacze zwani meturgemanim (hebr. ‏מתורגמנים‎). Obie te funkcje wyraźnie rozdzielano, a ich posługę regulowały drobiazgowe reguły.
Sytuację tę opisano w Księdze Nehemiasza 8:1-8, dokładne zasady tłumaczenia precyzuje Miszna. Zgodnie z Megilą (IV, 4) podczas czytania Tory każdy kolejny wers miał być podawany tłumaczowi, natomiast podczas czytania Nevi'im lektor mógł czytać po trzy wiersze naraz, chyba że każdy z nich stanowił osobny akapit. Tekst precyzował także które części tekstu miały być przemilczane i ostrzegał przed zbyt swobodnym czy alegorycznym przekładem.

## Współczesne badania
Współczesne odkrycia (m.in. hebrajskie teksty w Qumran) i badania kwestionują jednak całkowity zanik użycia języka hebrajskiego w Palestynie. Uważa się raczej, że był to świat dwu- albo nawet trój-języczny (hebrajski, aramejski, greka). Nie do utrzymania jest już teza, że targumy powstawały w liturgicznym kontekście synagogi (jednym z najstarszych musiał być targum do nieużywanej w liturgii Księgi Hioba, odnaleziony w Qumran). Współcześnie uważa się raczej, że środowiskiem ich powstania było Bet Sefer – szkoła studium nad Pismem. Użycie języka aramejskiego pozwalało otoczyć należnym szacunkiem święty język hebrajski, w którym samo Pismo zostało spisane.

## Opis
Targumy znaleziono wśród zwojów znad Morza Martwego (4Q156 [4QtgLev] zawierający mały fragment Księgi Kapłańskiej 16:12-15, 18-21, 4Q157 [4QtgJob] zawierający Hioba 3:5,6 i 4:17–5:4 oraz 11Q10 [11QtgJob] zawierający Hioba 17:14–42:11), co świadczy o ich powszechnym użyciu w czasach przedchrześcijańskich. Uważa się, że targum do Księgi Hioba może pochodzić nawet z II w. p.n.e., a ten do Księgi Kapłańskiej z I w. p.n.e. Targumy palestyńskie i babilońskie różniły się językowo. Ponadto targumy powstające w Palestynie były o wiele mniej dosłownymi tłumaczeniami, często stawały się faktycznie parafrazami oryginalnego tekstu. Po odkryciach dokonanych w Kumran zaczęto rozróżniać targumy: targum rabiniczny (RtrgHi), targum qumrański (TrgQ).

## Targumy
Najważniejszy podział to pochodzenie to targumów (a z nim wiąże się ich język i treść). Rozróżniamy rodziny: wschodnią (babilońską) i zachodnią (palestyńską albo czasem nazywaną jerozolimską). Ta pierwsza stała się z czasem oficjalna, druga była do niedawna zdecydowanie mniej znana. Do targumów babilońskich należą:
- Targum Onkelosa, z I/II wieku n.e., zredagowany ok. III/IV wieku, pochodzący ze wspólnot żydowskich diaspory babilońskiej, tzw. oficjalny targum,
- Targum Jonatana ben Uzziela, odnoszący się do pism prorockich ST, pochodzący I/II wieku n.e.

Do targumów palestyńskich należą:
- Targum Pseudo-Jonatana (według starego nazewnictwa Jeruszalmi I), zredagowany około VII wieku n.e.,
- Targum Neofiti, wywodzący się jeszcze z czasów przedchrześcijańskich lecz zredagowany około II wieku n.e., znany jest z XVI-wiecznego odpisu odnalezionego w 1949 roku w Bibliotece Watykańskiej pod nazwą Codex Neofiti I.
- Targum Fragmentaryczny (Jeruszalmi II ), składa się z dużej liczby fragmentów, które zostały podzielone na dziesięć manuskryptów. Współcześnie tą nazwą określa się także tzw. Targum Jeruszalmi III. Jego stare wydania:  Lizbona (1491), Saloniki (1520), Konstantynopol (1546), Wenecja (1591) oraz z kilku rękopisów. Zostały następnie opublikowane przez Christiana Ginsburga, „Das Fragmententargum” (1899), str. 71–74[6].

Poza tym podziałem pozostają:
- Targumy z Genizy Kairskiej, 6 manuskryptów pochodzących z końca VII albo początku VIII w., zawierające targumy różnych rodzajów.

Pomiędzy VI a IX wiekiem powstały targumy odnoszące się do innych ksiąg biblijnych. Mają one różne formy, od dosłownego przekładu jak w wypadku Księgi Hioba czy Psalmów, po bardzo swobodne jak w wypadku Pieśni nad pieśniami. Nie zachowały się jedynie targumy do ksiąg Daniela, Ezdrasza i Nehemiasza, czyli tych których obszerne fragmenty są napisane w Biblii hebrajskiej po aramejsku.